# San Leonardo de Yagüe
San Leonardo de Yagüe é um município da Espanha na província de Sória, comunidade autónoma de Castela e Leão, de área 60,58 km² com população de 2294 habitantes (2006) e densidade populacional de 37,69 hab/km².

## Demografia
| Variação demográfica do município entre 1991 e 2004 | Variação demográfica do município entre 1991 e 2004 | Variação demográfica do município entre 1991 e 2004 | Variação demográfica do município entre 1991 e 2004 |
| --------------------------------------------------- | --------------------------------------------------- | --------------------------------------------------- | --------------------------------------------------- |
| 1991                                                | 1996                                                | 2001                                                | 2004                                                |
| 2115                                                | 2104                                                | 2152                                                | 2277                                                |